# Хабаровская АЭС
Хабаровская АЭС — планируемая атомная электростанция в Хабаровском крае. В случае реализации проекта, Хабаровская АЭС станет первой крупной АЭС на Дальнем Востоке.

## Планы
Программой развития зоны БАМа к 2000 г., принятой в 1987 году, планировалось завершить электрификацию железнодорожных путей на всём протяжении дороги (3061 км). На 1 января 1989 г. было электрифицировано только 725 км путей на территории Восточной Сибири. В связи с этим в дальневосточной зоне БАМа в течение 1991—2000 гг. планировалось ввести в строй 5325 МВт мощностей, в том числе построить в 1995—2000 гг. Комсомольскую АЭС на 1320 МВт. В 1990 г. проектное название станции было переименовано Министерством атомной энергетики и промышленности СССР с Комсомольской АЭС в Дальневосточную АЭС. На 1990 г. по данному проекту намечалось подготовить технико-экономическое обоснование. Станцию планировалось разместить на берегу оз. Эворон в Солнечном районе Хабаровского края в 90 км от Комсомольска‑на-Амуре и 350 км от Хабаровска.
Проект Дальневосточной АЭС совместно с проектом Приморской АЭС вошли в долгосрочную программу развития производительных сил Дальнего Востока до 2000 г., утверждённую постановлением ЦК КПСС и Совмина СССР № 958 от 19 августа 1987 г. Однако после аварии на Чернобыльской АЭС дальневосточный социум негативно воспринял атомные проекты. Так, в 1988 г. в Комсомольске‑на- Амуре прошли экологические митинги против строительства Дальневосточной АЭС. На XXIII Хабаровской краевой партийной конференции 1 июня 1990 г. констатировалось, что «общественность края не приемлет никакие атомные электростанции, порождающие экологические проблемы». В крае в том году было собрано 57 тыс. подписей несогласных со строительством станции. В 1992 г. администрация Хабаровского края намечала по данному вопросу даже специально провести референдум. 
В постановлении Правительства РФ от 29 декабря 2001 г. № 923 «О внесении дополнений и изменений в федеральную целевую программу „Энергоэффективная экономика“ на 2002—2005 гг. и на перспективу до 2010 г.» Приморскую АЭС планировалось ввести в строй в 2005 г., а Дальневосточную АЭС — в 2009 г. Однако на практике дальнейшей проработки проекта не проводилось.
С начала 20-х интерес к строительству станции в Хабаровском крае вновь возник и привёл к включению объекта в проект Генеральной схемы размещения объектов электроэнергетики до 2042 года. В него станция вошла под новым проектным названием - Хабаровская АЭС. Согласно генсхеме станцию в соответствии с советскими задумками планируется построить в Солнечном районе, близ села Эворон на берегу одноимённого озера. 
Запуск планируется поэтапный:
- к 2036 году запуск первого энергоблока с реактором типа ВВЭР-С/600 установленной мощностью 600 МВт;
- к 2038 году ввод в строй ещё одного аналогичного энергоблока.

Таким образом, планируемая установленная мощность станции составляет 1200 МВт.

## Хронология событий
- 14 августа 2023 года гендиректор госкорпорации «Росатом» Алексей Лихачев в ходе встречи с президентом России Владимиром Путиным рассказал о планах строительства АЭС на территории Хабаровского края[6].
- 12 сентября на ВЭФ-2023 Глава «Росатома» Алексей Лихачев в своём пленарном докладе рассказал, что «всерьёз рассматривается создание крупных генерирующих мощностей на Дальнем Востоке — это Приморский край, Хабаровск»[7].
- 20 августа 2024 года в соответствии с требованиями пункта 27 Правил разработки и утверждения документов перспективного развития электроэнергетики, утвержденных постановлением Правительства Российской Федерации от 30.12.2022 № 2556, опубликован для общественного обсуждения проект Генеральной схемы размещения объектов электроэнергетики до 2042 года, в котором обозначены основные параметры проекта станции[1].
- 09 ноября 2024 года Президент России Владимир Путин поручил главе госкорпорации «Росатом» Алексею Лихачеву рассмотреть возможность ввести в эксплуатацию блоки Хабаровской и (или) Приморской АЭС к 2032 году. Поручение утверждено по итогам совещания по развитию инфраструктуры Дальневосточного федерального округа, прошедшего 4 сентября 2024 года. Срок предоставления доклад по поручению - до 1 марта 2025 года[8].
- 09 января 2025 года Правительство РФ утвердило Генеральную схему размещения объектов электроэнергетики до 2042 года, планирующую ввод Хабаровской АЭС мощностью 1,2 ГВт в окрестностях села Эворон с 2041 года[9].

## Информация об энергоблоках
| Энергоблок         | Тип реакторов | Мощность | Мощность | Начало строительства | Подключение к сети | Ввод в эксплуатацию | Закрытие |
| Энергоблок         | Тип реакторов | Чистый   | Брутто   | Начало строительства | Подключение к сети | Ввод в эксплуатацию | Закрытие |
| ------------------ | ------------- | -------- | -------- | -------------------- | ------------------ | ------------------- | -------- |
| Хабаровск-1 (план) | ВВЭР-С/600    | 570 МВт  | 600 МВт  |                      |                    | 2036 (по планам)    |          |
| Хабаровск-2 (план) | ВВЭР-С/600    | 570 МВт  | 600 МВт  |                      |                    | 2038 (по планам)    |          |